# Karl Lang
Karl Georg Herman Lang, född 21 juli 1901 i Malmö, död 14 mars 1976, var en svensk zoolog. 
Lang avlade folkskollärarexamen 1922, blev filosofie magister 1927, filosofie licentiat 1930, filosofie doktor vid Lunds universitet 1932, var docent i zoologi i Lund 1932-1939. Han jobbade som lektor på Högre allmänna läroverket för flickor på Södermalm 1941-1947 och fick 1947 tjänst som assistent på sektionen för evertebratzoologi vid Naturhistoriska riksmuseet, där han var professor och föreståndare från 1950. 
Lang blev 1955 ledamot av Vetenskapsakademien och 1959 av Fysiografiska sällskapet i Lund. 